# Решетков, Илья Васильевич
Илья Васильевич Решетков (1892 — март 1967, Москва) — советский партийный, профсоюзный и хозяйственный деятель.
Родился в с. Кагальник Донской области. Участвовал в революционной деятельности в Ростове-на-Дону. Член РСДРП(б) с 1910 г. После Февральской революции член исполкома Ростово-Нахичеванского ВРК, член исполкома горсовета Ростова-на-Дону.
С декабря 1917 г. (после захвата Ростова калединцами) — в Петрограде, работал в ВЧК. С октября 1918 участвовал в Гражданской войне, политработник на Южном фронте. С февраля 1919 г. председатель Верхне-Донского (Вешенского) ревкома. С января 1920 г. член Донбюро РКП(б). С августа 1920 г. председатель горкома РКП(б) Ростова-на-Дону.
С конца 1920 г. на руководящей профсоюзной и хозяйственной работе. До 1921 секретарь Московского губотдела профсоюза швейников. В 1923—1927 сотрудник аппарата и секретарь МГСПС. Далее — член коллегии Наркомата коммунального хозяйства, в 1929—1933 председатель ЦК профсоюза коммунальников, член Президиума ВЦСПС.
Избирался кандидатом в члены ВЦИК, ЦИК СССР.
Участник Великой Отечественной войны (помощник командира 1328-го полка по материальному обеспечению). Награждён орденами Красной Звезды (10.02.1945) и Отечественной войны 2-й степени (03.10.1943).
С 1946 г. на пенсии.
Похоронен в Москве на Новодевичьем кладбище.